# Kortteenleeuwerik

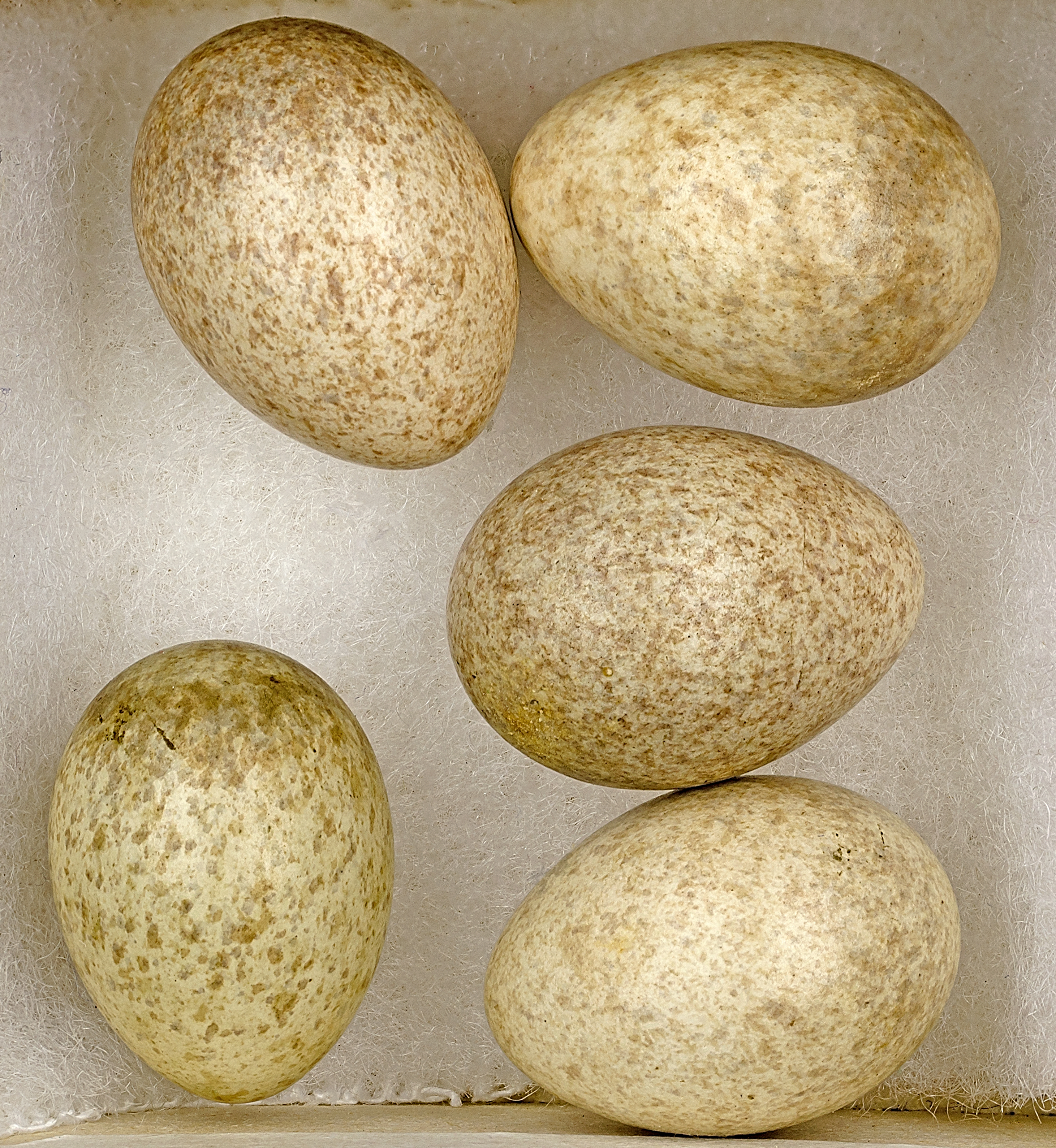
Calandrella brachydactyla

De kortteenleeuwerik (Calandrella brachydactyla) is een vogel uit de familie van de leeuweriken (Alaudidae). 

## Kenmerken
De kortteenleeuwerik wordt 14-16 centimeter groot en heeft een wit met grijsbruin verenkleed. Hij heeft een korte, lichte, vinkachtige snavel. De witte onderzijde is ongetekend, met uitzondering van wat schaarse tekening op de borst. De middelste dekveren zijn contrastrerend donker en de tertials zeer lang, waardoor de handpenprojectie zeer klein is. In Spanje en Noord-Afrika komt een variant met roodbruine kruin vrij algemeen voor.

## Broeden
De kortteenleeuwerik broedt in open, droge, kale vlakten als steppen en halfwoestijnen met lage begroeiing. Het vrouwtje bouwt een nest wat bestaat uit een kuiltje in de grond, bedekt met wat gras, haar, wol, wortels en bladeren. Het nest ligt meestal verscholen onder een graspol. Er wordt twee keer gebroed: een keer in april of mei en een keer in juni of juli. Er worden 3-5 bruinige, fijn gevlekte eieren gelegd die in 13 dagen worden uitgebroed. De jongen worden door beide ouders verzorgd. De jongen verlaten het nest voordat ze kunnen vliegen, op een leeftijd van 9-12 dagen.

## Eten
In het broedseizoen eet de kortteenleeuwerik hoofdzakelijk insecten en spinnen, gevangen in de vlucht of van de bodem gepikt, in de winter vooral zaden. De kortteenleeuwerik kan maandenlang zonder water, maar wanneer dit in de buurt is, zal hij hier regelmatig aandoen.

## Verspreiding en leefgebied
Deze soort komt voor in Zuid-Europa, Noord-Afrika en Zuidwest-Azië. Het is een trekvogel: in oktober of november trekken ze naar Noord-Afrika en India, in maart of april keren ze weer terug. In Nederland is het een dwaalgast met 74 gedocumenteerde waarnemingen tot eind 2021.
De soort telt acht ondersoorten:
- C. b. brachydactyla: Zuid-Europa en de mediterrane eilanden en noordwestelijk Afrika.
- C. b. hungarica: Hongarije en noordelijk Servië.
- C. b. rubiginosa: noordelijk Afrika.
- C. b. hermonensis: van zuidelijk Turkije en Syrië tot noordoostelijk Egypte.
- C. b. woltersi: zuidelijk Turkije en noordwestelijk Syrië.
- C. b. artemisiana: van centraal Turkije en de Zuidelijke Kaukasus tot noordwestelijk Iran.
- C. b. longipennis: van Oekraïne en zuidelijk Rusland tot het zuidelijke deel van Centraal-Siberië en zuidelijk Mongolië.
- C. b. orientalis: centraal Siberië, noordelijk Mongolië en noordelijk China.

## Gelijkende soorten
- Kleine kortteenleeuwerik (Calandrella rufescens)
- Kalanderleeuwerik (Melanocorypha calandra)